# Mōkihinui River North Branch
Der Mōkihinui River North Branch ist ein Fluss im Buller District der Region West Coast auf der Südinsel von Neuseeland.

## Namensherkunft
Der Name mōkihi nui in der Sprache der Māori bedeutet übersetzt so viel wie langes rotes Kanu.

## Geographie
Der Mōkihinui River North Branch entspringt in den Allen Range, rund 730 m westlich des 1502 m hohen Nugget Knob. Von seiner Quelle aus fließt der Fluss zunächst für rund 2 km in südliche Richtung, um dann auf den folgenden 2,6 km, linksseitig begleitet von der Mathiri Range, allmählich einen Schwenk nach Westen vorzunehmen. Nach insgesamt 15,4 km Flusskilometer knickt der Fluss dann nach Süden ab und folgt schließlich einer westsüdwestlichen Richtung bis kurz vor seinem Zusammentreffen mit dem Mōkihinui River South Branch, mit dem er nach insgesamt 29,5 km Flussverlauf den nach Westen fließenden und in die Tasmansee mündenden Mōkihinui River bildet.
Der Allen River und der Hemphill River bilden die rechten Nebenflüsse des Mōkihinui River North Branch. Als linkes zulaufendes Gewässer mit Bedeutung wäre der Haystack Creek zu nennen.